# Existenzvernichtungshaftung
Als Existenzvernichtungshaftung (Haftung für einen existenzvernichtenden Eingriff) bezeichnet man eine Rechtsfigur im deutschen Recht, nach welcher die Gesellschafter einer Kapitalgesellschaft ausnahmsweise über ihr eingesetztes Kapital hinaus für eine Überschuldung der Gesellschaft haften.
Im Grundsatz ist das Vermögen der Gesellschaft vom Vermögen der Gesellschafter getrennt (§ 13 Abs. 2 GmbHG). Für Schulden der Gesellschaft haftet nur das Vermögen der Gesellschaft, nicht das Vermögen der Gesellschafter. Das Gesellschaftsvermögen dient zwar vorrangig der Befriedigung der Gesellschaftsgläubiger; wird es allerdings im normalen Geschäftsbetrieb verbraucht, gehen die Gläubiger im Insolvenzfall leer aus, wenn bei der Gesellschaft nichts zu holen ist.
Wenn hingegen den Gesellschaftern „missbräuchliche, zur Insolvenz der GmbH führende oder diese vertiefende kompensationslose Eingriffe in das der Zweckbindung zur vorrangigen Befriedigung der Gesellschaftsgläubiger dienende Gesellschaftsvermögen“ vorzuwerfen sind, müssen die Gesellschafter der Gesellschaft die Mittel zur Verfügung stellen, die nötig sind, um deren Verbindlichkeiten zu begleichen. Diese Rechtsfolge ist von besonderer praktischer Bedeutung, wenn innerhalb eines Konzerns eine Tochtergesellschaft insolvent wird, aber bei der Muttergesellschaft noch Vermögen vorhanden ist.
Eine eingeschränkte Pflicht der Gesellschafter zur Rückgewähr von Zahlungen einer GmbH ist in den §§ 30 und 31 GmbHG normiert. Die umfassende Rechtsfigur der Existenzvernichtungshaftung hat der Bundesgerichtshof (BGH) im Urteil „Bremer Vulkan“ im Jahr 2001 entwickelt und zunächst auf die Anspruchsgrundlage der § 823 Abs. 2 BGB, § 266 StGB gestützt. 
Dabei setzte er voraus, dass den Gesellschafter eine Pflicht zur Wahrung der Vermögensinteressen der Kapitalgesellschaft trifft – auch dann, wenn ihm die ganze Kapitalgesellschaft allein gehört. Mit dem Urteil „Trihotel“ hat der BGH die Existenzvernichtungshaftung weiterentwickelt und klargestellt, dass die richtige Anspruchsgrundlage § 826 BGB ist. Er hat dadurch seine Rechtsprechung zum Haftungsdurchgriff wegen Existenzvernichtung zum Teil zugunsten eines deliktsrechtlichen Lösungsansatzes im Innenverhältnis wieder aufgegeben.
Ferner enthält das Urteil die Aussage, dass die Existenzvernichtungshaftung entgegen dem früheren Postulat im Urteil „KBV“ eine reine Innenhaftung und keine Durchgriffshaftung ist und nur der Insolvenzverwalter, nicht der einzelne Gläubiger, den daraus folgenden Anspruch geltend machen kann.
Die neue Linie, welche der BGH im Urteil „Trihotel“ verfolgt hat, wird im rechtswissenschaftlichen Schrifttum überwiegend als „konsequent“ bezeichnet und ist auf Zustimmung gestoßen.